# Робърт Дауни Джуниър
Робърт Дауни Джуниър (на английски: Robert Downey Jr.) е американски актьор, продуцент, певец и музикант. Носител е на „Оскар“ за поддръжаща роля в „Опенхаймер“ (2023). Кариерата му се характеризира със забележителен успех в младостта му, последвана от период на злоупотреба с наркотици и правни неприятности, преди възобновяване на търговския му успех отново в средна възраст. През 2008 г. Дауни е обявен от списание „Time“ за един от 100-те най-влиятелни хора в света, а от 2013 до 2015 г. според Forbes е най-високо платеният актьор в Холивуд. Филмите му събират над 14,4 милиарда долара в световен мащаб, което го прави един от най-високо платените звезди в бокс офиса.
На петгодишна възраст прави актьорския си дебют във филма на баща си Робърт Дауни-старши „Паунд“ през 1970 г. Впоследствие работи с Брат Пак във филмите за тийнейджъри „Нечиста наука“ (Weird Science (1985)) и „Под нулата“ (Less Than Zero (1987)). През 1992 г. Дауни се превъплъщава в главния герой във филма „Чаплин“, за което е номиниран за „Оскар“ за най-добър актьор и печели награда BAFTA. След престой в клиника за лечение на злоупотреба с наркотици, се присъединява към телевизионния сериал „Али Макбийл“, за който печели награда „Златен глобус“. След две обвинения за наркотици, една в края на 2000 г. и една в началото на 2001 г., е уволнен и героят му е елиминиран. Той остава в разпоредена от съда програма за лечение и поддържа своята трезвеност от 2003 г.
Играе също главния герой в „Шерлок Холмс“ (2009) на Гай Ричи, който му печели втория „Златен глобус“. Най-голяма слава му носи филмът „Железният човек“.

## Биография
Роден е на 4 април 1965 г. в семейството на продуцента и актьор Робърт Дауни старши и съпругата му Елси Форд. Има и по-голяма сестра на име Алисън. Дебютира в киното още на 5-годишна възраст във филма на баща си „Паунд“ през 1970 г. и това предопределя бъдещия му живот.
Дебютира с главна роля през 1985 г. в драмата Tuff Turf, където си партнира с Джеймс Спейдър. Следващите няколко години се снима в нискобюджетни филми, за да дойде големият пробив с филма „Чаплин“ (1992), където пресъздава образа на знаменития актьор под режисурата на Ричард Атънбъро. За изпълнението си е номиниран за Оскар и обира овациите на критиката като един от най-обещаващите млади актьори. В този период обаче Дауни става зависим от наркотиците, за да се стигне до ареста му през 1996 (осъден е на 16 месеца затвор и принудително лечение).
Връща се на голямата сцена през 2003 г. в „Готика“, където си партнира с Хали Бери и Пенелопе Крус. Истинският рестарт за кариерата на актьора обаче е „Железният човек“ (2008), след който големите киностудия отново обръщат поглед към него. През 2009 играе главната роля в хита на Гай Ричи „Шерлок Холмс“.

## Избрана филмография
| Година | Филм                                | Оригинално заглавие                | Роля                      | Режисьор              |
| ------ | ----------------------------------- | ---------------------------------- | ------------------------- | --------------------- |
| 1985   |                                     | Tuff Turf                          | Джими Паркър              | Фриц Кирш             |
| 1985   | Нечиста наука                       | Weird Science                      | Йън                       | Джон Хюз              |
| 1986   | Отново на училище                   | Back to School                     | Дерек Луц                 | Алън Метър            |
| 1989   | Истински вярващ                     | True Believer                      | Роджър Барон              | Джоузеф Рубен         |
| 1989   | Шансовете са                        | Chances Are                        | Алекс Финч/Луи Джефрис    | Емил Ардолино         |
| 1990   | Еър Америка                         | Air America                        | Били Ковингтън            | Роджър Спотисууд      |
| 1992   | Чаплин                              | Chaplin                            | Чарли Чаплин              | Ричард Атънбъро       |
| 1993   | Сърце и души                        | Heart and Souls                    | Томас Райли               | Рон Ъндърууд          |
| 1994   | Убийци по рождение                  | Natural Born Killers               | Уейн Гейл                 | Оливър Стоун          |
| 1994   | Само ти                             | Only You                           | Питър Райт                | Норман Джуисън        |
| 1995   | Ричард III                          | Richard III                        | Ривърс                    | Ричард Лонкрейн       |
| 1995   | Реставрация                         | Restoration                        | Робърт Меривел            | Майкъл Хофман         |
| 1998   | Щатски шерифи                       | U.S. Marshals                      | Специален агент Джон Ройс | Стюарт Беърд          |
| 1999   | Видението                           | In Dreams                          | Вивиан Томпсън            | Нийл Джордан          |
| 1999   | Боуфингър                           | Bowfinger                          | Джери Ренфро              | Франк Оз              |
| 2000   | Момчета-чудо                        | Wonder Boys                        | Тери Крабтрий             | Къртис Хансън         |
| 2003   | Пеещият детектив                    | The Singing Detective              | Дан Дарк                  | Кийт Гордън           |
| 2003   | Готика                              | Gothika                            | Пийт Греъм                | Матийо Касовиц        |
| 2004   | Ерос (Равновесие)                   | Eros (Equilibrium)                 | Ник Пенроуз               | Стивън Содърбърг      |
| 2005   | Целувки с неочакван край            | Kiss Kiss Bang Bang                | Харолд „Хари“ Локхарт     | Шейн Блек             |
| 2005   | Лека нощ и късмет                   | Good Night, and Good Luck          | Джоузеф Уершба            | Джордж Клуни          |
| 2006   | Човекът-куче                        | The Shaggy Dog                     | Д-р Козак                 | Браян Робинс          |
| 2007   | Зодиак                              | Zodiac                             | Пол Ейвъри – журналист    | Дейвид Финчър         |
| 2007   | Щастливецът                         | Lucky You                          | Телефона Джак             | Къртис Хансън         |
| 2008   | Железният човек                     | Iron Man                           | Тони Старк/Железния човек | Джон Фавро            |
| 2008   | Невероятният Хълк                   | The Incredible Hulk                | Тони Старк/Железния човек | Луи Летерие           |
| 2008   | Тропическа буря                     | Tropic Thunder                     | Джеф Портной              | Бен Стилър            |
| 2009   | Солистът                            | The Soloist                        | Стив Лопес                | Джо Райт              |
| 2009   | Шерлок Холмс                        | Sherlock Holmes                    | Шерлок Холмс              | Гай Ричи              |
| 2010   | Железният човек 2                   | Iron Man 2                         | Тони Старк/Железния човек | Джон Фавро            |
| 2010   | Път с предимство                    | Due Date                           | Питър Хайман              | Тод Филипс            |
| 2011   | Шерлок Холмс: Игра на сенки         | Sherlock Holmes: A Game of Shadows | Шерлок Холмс              | Гай Ричи              |
| 2012   | Отмъстителите                       | The Avengers                       | Тони Старк/Железния човек | Джос Уидън            |
| 2013   | Железният човек 3                   | Iron Man 3                         | Тони Старк/Железния човек | Шейн Блек             |
| 2014   | Съдията                             | The Judge                          | Хенри „Ханк“ Палмър       | Дейвид Добкин         |
| 2014   | Като готвачите                      | Chef                               | Марвин                    | Джон Фавро            |
| 2015   | Отмъстителите: Ерата на Ултрон      | Avengers: Age of Ultron            | Тони Старк/Железния човек | Джос Уидън            |
| 2016   | Капитан Америка: Войната на героите | Captain America: Civil War         | Тони Старк/Железния човек | Антъни Русо           |
| 2016   | Любезните пичове                    | The Nice Guys                      | Сид Шатък                 | Шейн Блек             |
| 2017   | Спайдър-Мен: Завръщане у дома       | Spider-Man: Homecoming             | Тони Старк/Железния човек | Джон Уотс             |
| 2018   | Отмъстителите: Война без край       | Avengers: Infinity War             | Тони Старк/Железния човек | Антъни Русо, Джо Русо |
| 2019   | Отмъстителите: Краят                | Avengers: Endgame                  | Тони Старк/Железния човек | Антъни Русо, Джо Русо |
| 2020   | Доктор Дулитъл                      | Doctor Dolittle                    | Доктор Джон Дулитъл       | Стивън Гагхан         |
| 2023   | Опенхаймер                          | Oppenheimer                        | Люис Щраус                | Кристофър Нолан       |